# 玛门 (沃茨)
《玛门》（Mammon）是英国艺术家乔治·弗雷德里克·沃茨的一幅油画，创作于1885年，现藏于泰特不列颠。《玛门》这幅画展示了埃德蒙·斯宾塞的《仙后》中的一个场景，玛门，贪婪的化身，对弱者的困境漠不关心，将弱者压垮。这幅画是沃茨在这一时期以财富的堕落为主题的众多画作之一，反映了沃茨的信念，即在现代社会中，财富正在取代宗教，这种对财富的崇拜，正在导致社会的恶化。1886年末，这幅画是沃茨捐赠给南肯辛顿博物馆（今维多利亚和阿尔伯特博物馆）的一组作品之一；1897年，其中的17幅沃茨作品移交给新成立的泰特美术馆，这幅画正是其中之一。虽然《玛门》这幅画很少在泰特美术馆以外展出，但是其复制品相当普遍，使其成为沃茨最著名的作品之一。